# Martin Sieghart
Martin Sieghart (Wenen, 12 maart 1951) is een Oostenrijks dirigent en cellist.
Sieghart studeerde in Wenen cello en piano, en werd in 1975 benoemd tot solocellist van de Wiener Symphoniker, waarvan hij vanaf 1986 dirigent was. Van 1992 tot 2000 was hij chef-dirigent van het Bruckner Orchester Linz. Van 2003 tot 2008 was hij vaste dirigent van Het Gelders Orkest, dat hij al sinds 1989 regelmatig dirigeerde. In de jaren 2005-2008 leidde hij ook het kamerorkest Spirit of Europe. Ook was hij intendant van de operafestivals Mozart in Reinsberg (2002-2006) en EntArteOpera (2013-2015). 
Sieghart was tot 2016 hoogleraar orkestdirectie aan de Kunstuniversität in Graz. Hij treedt bij vele orkesten op als gastdirigent. 
Martin Sieghart is specialist in het werk van Gustav Mahler en Anton Bruckner. Met Het Gelders Orkest speelde hij diverse symfonieën van deze componisten.